# جوهانا غودرون جونسدوتير
جوهانا غودرون جونسدوتير (بالآيسلندية: Jóhanna Guðrún Jónsdóttir، المولودة في 16 أكتوبر 1990) والمعروفة في آيسلندا باسم يوهانا هي مغنية آيسلندية مثلت بلدها في مسابقة الأغنية الأوروبية عام 2009 في موسكو بروسيا، حيث شاركت بأغنية "حقيقي؟" (بالإنجليزية: Is It True?)‏. وقد حصلت على المركز الثاني في المسابقة. وتعتبر من أنجح المغنيات الآيسلنديات في تاريخ المسابقة.

## الموهبة
ولدت ييهانا في كوبنهاغن وترعرت بهافنارفيوردور في آيسلندا. وبدأت الغناء منذ سن 9 سنوات من خلال الغناء في الحفلات المدرسية، أصدرت أول ألبوماتها سنة 2000 بعنوان يحمل إسمها "جوهانا غودرون 9". كما أصدرت عدة أغاني مقلدة شهيرة عالميا مثل "سأكون هناك" لالجاكسون 5 و"جني في القنينة" لكريستينا أغيليرا.

## ديسكوغرافيا

### الألبومات
| العنوان                              | التفاصيل                                                                     | المراكز |
| العنوان                              | التفاصيل                                                                     | [ 4 ]   |
| ------------------------------------ | ---------------------------------------------------------------------------- | ------- |
| جوهانا غودرون 9 Jóhanna Guðrún 9     | - الإصدار: 2000 - المنتج: Hljóðsmiðjan - الصيغة: CD                          | -       |
| Ég sjálf                             | - الإصدار: 2001 - المنتج: Hljóðsmiðjan - الصيغة: CD                          | -       |
| فراشات وعصافير Butterflies and Elvis | - Released: 2008 - المنتج: وارنر ميوزك غروب - الصيغة: CD، محتوى قابل للتحميل | 19      |

### الأغاني المنفردة
| السنة | الأغنية                            | المراكز | المراكز         | المراكز         | المراكز | المراكز | المراكز  | المراكز | المراكز | المراكز | المراكز | المراكز | المراكز          | الألبوم      |
| السنة | الأغنية                            | آيسلندا | جمهورية أيرلندا | المملكة المتحدة | ألمانيا | سويسرا  | الدنمارك | السويد  | النرويج | فنلندا  | بلجيكا  | اليونان | الاتحاد الأوروبي | الألبوم      |
| ----- | ---------------------------------- | ------- | --------------- | --------------- | ------- | ------- | -------- | ------- | ------- | ------- | ------- | ------- | ---------------- | ------------ |
| 2009  | "Is It True?" حقيقي؟               | 1       | 28              | 49              | 22      | 9       | 16       | 2       | 3       | 4       | 36      | 5       | 14               | فراشات وطيور |
| 2009  | "I Miss You" افتقدتك               | 18      | —               | 62              | —       | —       | —        | —       | —       | —       | —       | —       | —                | فراشات وطيور |
| 2011  | "I Think of Angels" أظنني ملاك     | —       | —               | —               | —       | —       | —        | —       | —       | —       | —       | —       | —                |              |
| 2011  | "Slow down (Nótt)" ببطئ            | 3       | —               | —               | —       | —       | —        | —       | —       | —       | —       | —       | —                |              |
| 2011  | "Really Over" حقا كثير             | —       | —               | —               | —       | —       | —        | —       | —       | —       | —       | —       |                  |              |
| 2012  | "Indian Rope Trick" حبل هندي متين  | —       | —               | —               | —       | —       | —        | —       | —       | —       | —       | —       | —                | فراشات وطيور |
| 2012  | "Coming Home" تعال للبيت           | —       | —               | —               | —       | —       | —        | —       | —       | —       | —       | —       | —                |              |
| 2013  | "Þú" أنت                           | —       | —               | —               | —       | —       | —        | —       | —       | —       | —       | —       | —                |              |
| 2013  | "Mamma þarf að djamma"             | 1       | —               | —               | —       | —       | —        | —       | —       | —       | —       | —       | —                |              |
| 2015  | "Find a Better Man" وجدت رجلا أفضل | —       | —               | —               | —       | —       | —        | —       | —       | —       | —       | —       | —                |              |
| 2016  | Revolving" Doors" دوران الأبواب    | —       | —               | —               | —       | —       | —        | —       | —       | —       | —       | —       | —                |              |